# Kość (animacja)
Kość (ang. bone) – modyfikator służący do animacji obiektów 3D lub 2D. Kości pozwalają łączyć się w hierarchie, tworząc szkielet i umożliwiają animowanie obiektów bądź ich części, do których są przypisane. Stanowią obiekty pomocnicze, nie są renderowane, natomiast umożliwiają kontrolę nad obiektem 3D.